# Clemente Grosso della Rovere
Clemente Grosso della Rovere, (Savona, 1462 - Roma, 18 d'agost de 1504), va ser un bisbe i cardenal italià.

## Biografia
Clemente Grosso della Rovere, descendent de la família Della Rovere, és el segon fill d'Antonio Grosso i de Maria Basso della Rovere. És doncs parent dels papes Sixt IV (Maria és la neboda del papa) i Juli II (Maria és la cosina germana del papa). Quan aquest últim torna a Itàlia l'any 1483, deixa el bisbat de Mende al seu nebot Clement.
Elegit el 17 d'octubre de 1483 no és fins a l'octubre de 1485 que Clemente de la Rovère arriba a la seu episcopal. En aquell moment, les velles disputes entre els cònsols de Mende i el bisbat van ressorgir, les primers ciutats tenien por de veure desaparèixer aquest privilegi. Així bloquegen les portes de Mende, de forma que el bisbe no pugui accedir-hi. En aquella època els bisbes utilitzaven principalment el seu castell de Balsièja com a residència (el de Chanac era la residència d'estiu). No torna a Mende fins al cap de quinze dies. Tanmateix la família della Rovere recobrarà la plena autoritat pel Rei l'any 1492. El títol de cònsol és mantingut en plaça del tradicional títol de síndic.
Va ser Tinent-general del legat d'Avinyó i rector del Comtat Venaissí a Carpentràs de 1495 a 1502.
L'any 1500, és primicer de la Universitat d'Avinyó.
Quan el seu oncle esdevé papa, Clemente és nomenat Cardenal amb el títol de Sant Climent, a continuació de la basílica dels Sants Apòstols, el 29 de novembre de 1503, i tornarà llavors a Roma, cedint la seva plaça de bisbe de Mende al seu germà Francesc de la Rovère, i mor el 18 d'agost de 1504.

## Les seves obres
L'any 1487, va fer fer afegir dues crugies a la catedral de Mende.